# إدارة الأمم المتحدة الانتقالية في سلافونيا الشرقية وبارانيا وسيرميوم الغربية
إدارة الأمم المتحدة الانتقالية في سلافونيا الشرقية وبارانيا وسيرميوم الغربية (UNTAES) كانت إدارة انتقالية لبناء السلام تابعة للأمم المتحدة في سلافونيا الشرقية وبارانيا وسيرميا الغربية في الأجزاء الشرقية من كرواتيا (منطقة الدانوب متعددة الثقافات). استمرت الإدارة الانتقالية بين عامي 1996 و1998 وتُعرف أحيانًا باسم سلطة الأمم المتحدة الانتقالية في سلافونيا الشرقية وبارانيا وسيرميوم الغربية. تم إنشاء الإدارة الانتقالية رسميًا بموجب قرار مجلس الأمن التابع للأمم المتحدة رقم 1037 الصادر في 15 يناير 1996. تم إنشاء الإدارة الانتقالية ودعوتها خلال اتفاقية أردوت في نوفمبر 1995 بين الحكومة الكرواتية وممثلي الجالية الصربية المحلية في المنطقة.
على عكس بعثات حفظ السلام التقليدية تعد إدارة الأمم المتحدة الانتقالية في سلافونيا الشرقية وبارانيا وسيرميوم الغربية واحدة من بعثات الأمم المتحدة القليلة في التاريخ التي تم إنشاؤها كإدارات انتقالية تتمتع بسلطات تنفيذية مباشرة عليا في العالم. من خلال إدارة الأمم المتحدة الانتقالية في شرق البحر المتوسط، تولت الأمم المتحدة مؤقتًا دور الحكم في المنطقة من خلال إنشاء محمية تابعة للأمم المتحدة.